# Egrep
O Egrep é um aplicativo "modo texto" para sistemas Unix/Linux para buscas de conteúdo.
É, digamos, uma versão do grep que aceita a sintaxe moderna de expressões regulares.
As buscas efetuadas pelos aplicativos grep e egrep atuam sobre o conteúdo dos arquivos, podendo usar um modo de busca binária. Combinados com expressões regulares fornecem uma ferramenta muito poderosa, considerando que nos dias atuais o tamanho dos discos rígidos é cada vez maior e as buscas envolvendo somente extensões de arquivos são precárias.